# Harold T. Johnson
Pour les articles homonymes, voir Johnson et Harold Johnson.
Harold T. « Biz » Johnson (21 décembre 1907 - 16 mars 1988) a été maire de Roseville (Californie) de 1941 jusqu'en 1949 et membre du congrès de 1959 jusqu'à son échec à sa réélection en 1980. Il perdit face au superviseur du Comté d'El Dorado Eugene Chappie. 

## Noms d'autoroutes
- la Highway 65 de Roseville à Lincoln est nommé la Harold T. Bizz Johnson Expressway.
- l'échangeur autoroutier de l'U.S. Route 101 et de la California State Route 92 est nommé le Harold T. Bizz Johnson Interchange.